# Taterillus lacustris
Taterillus lacustris là một loài động vật có vú trong họ Chuột, bộ Gặm nhấm. Loài này được Thomas & Wroughton mô tả năm 1907.